# 1991 في بلجيكا
فيما يلي قوائم الأحداث التي وقعت خلال عام 1991 في بلجيكا.

## رياضة
- 25 أغسطس – جائزة بلجيكا الكبرى 1991 الفائز آيرتون سينا.

## مواليد

### يناير
- 7 يناير – إدين هازارد لاعب كرة قدم بلجيكي.

### مارس
- 15 مارس – كزافييه هنري لاعب كرة سلة أمريكي.

### أبريل
- 11 أبريل – تايلر هوز لاعب كرة سلة أمريكي.

### مايو
- 10 مايو – تيم فيلانز درّاج طريق بلجيكي.

### يونيو
- 28 يونيو – كيفين دي بروين لاعب كرة قدم بلجيكي.

### أغسطس
- 19 أغسطس – جياني برونو لاعب كرة قدم إيطالي.

### سبتمبر
- 12 سبتمبر – توماس مونييه لاعب كرة قدم بلجيكي.

### أكتوبر
- 28 أكتوبر – فكتور كامبنارتس درّاج طريق بلجيكي.

### ديسمبر
- 9 ديسمبر – يواكيم أمير بلجيكا، أرشيدوق النمسا وإستي

## وفيات

### يوليو
- 13 يوليو – جاك جيوس (مواليد 1920) درّاج طريق بلجيكي.